# Internet à La Réunion
La situation d'Internet à La Réunion était autrefois marquée par son insularité et son éloignement de la France métropolitaine, entraînant certains retards technologiques et fracture numérique. Aujourd'hui, la tendance s'est inversée, et La Réunion dispose d'une connexion à Internet relativement performante, et fait partie des départements les plus fibrés de France.
La connexion à Internet pour les particuliers peut se faire via l'ADSL, via fibre optique, via satellite, par faisceau hertzien, ou via données cellulaires en réseau 4G et 5G.
Les noms de domaine de La Réunion ont pour suffixe .re.

## Marché
L'île compte plusieurs fournisseurs d'accès à Internet (FAI) dont certains font partie de groupements métropolitains. Les opérateurs locaux adressent les particuliers, les collectivités et les professionnels selon leurs segments de marché.
| FAI à La Réunion                     | Technologie(s)                                |
| ------------------------------------ | --------------------------------------------- |
| Cyanet                               | Fibre optique, coaxial et boucle locale radio |
| Free Mobile Réunion                  | Mobile                                        |
| Mediaserv/Canal Box                  | ADSL et fibre optique                         |
| Orange (précédemment Orange Réunion) | ADSL, fibre optique et mobile                 |
| Parabole Réunion                     | ADSL                                          |
| SFR Réunion                          | ADSL, fibre optique et mobile                 |
| iDOM Technologies                    | xDSL et fibre optique                         |
| Zeop                                 | HFC, fibre optique et mobile                  |
| Starlink                             | Satellite                                     |

À volume et qualité égales, l'offre Internet est 70 à 80 % plus chère qu'en France métropolitaine.
En 2012, on comptait 338 512 lignes Internet actives sur l'île, dont plus de 71 000 à Saint-Denis.

## Infrastructures

### Réseau régional
La région Réunion a déployé un réseau de fibre optique régional à destination des opérateurs.
Ce réseau est en partie construit sur les câbles à très haute tension EDF - réseau G@zelle, en partie sur de la fibre propre déployée par la région, et en partie par des liaisons hertziennes pour les zones plus isolées. Ce réseau a été géré jusqu'en 2021 par une DSP nommée La Réunion Numérique, un groupement composé de Mediaserv, Sogetrel et LDC collectivités. Le réseau a été repris par la Régie du Conseil Régional "Réunion THD" qui en assure l'exploitation, la maintenance et la commercialisation des services telles les offres d'hébergement et de connectivité (Ethernet, fibre noire, etc.). Les réseaux sont ponctués de 70 NRA.

### Liaisons avec le reste du monde
L'île de La Réunion est reliée au reste du monde par plusieurs câbles sous-marins, dont le débit est relativement faible par rapport aux autres grands câbles transcontinentaux.
- le câble SAFE (440 Gbit/s) qui se divise en deux sections :
  1. Ouest : part de La Réunion vers l'Afrique du Sud, où les connexions se font à travers le câble SAT-3 vers l'Europe ;
  2. Est : part de La Réunion vers l'Inde et la Malaisie, où les connexions se font à travers divers câbles vers l'Europe (SEA-ME-WE-3, SEA-ME-WE-4, EIG) ;
- le câble LION, mis en service le 16 novembre 2009 relie La Réunion au Kenya, et remonte ensuite la côte est de l'Afrique par le câble EASSy. Il raccorde l'île dans la commune de Sainte-Marie. Issu d'un financement croisé multinational, son débit est d'1,28 térabit par seconde[5],[6].
- Le projet Bricscable reliant les pays de la BRICS (Brésil, Russie, Inde, Chine et Afrique du Sud) aux États-Unis avec un débit de 12,8 térabits par seconde est en cours d'étude. Moyennant un coût d'au moins 1,2 milliard d'euros, ces pays gagneraient en indépendance numérique en évitant la centralisation du transit des données par l'occident. Au vu du tracé possible, La Réunion se montre très intéressée par ce nouveau câble, dont le débit est 10 fois celui de LION, et 30 fois celui de SAFE[7];
- Le câble METISS.

Étant donné la longueur de ces câbles, le temps de transit entre La Réunion et la Métropole descend difficilement en dessous de 200 ms de latence (ping).

## Internet à La Réunion

### Sites Internet les plus visités
| no | URL                      |
| -- | ------------------------ |
| 1  | google.com               |
| 2  | youtube.com              |
| 3  | facebook.com             |
| 4  | google.fr                |
| 5  | Le Bon Coin              |
| 6  | ac-reunion.fr            |
| 7  | orange.fr                |
| 8  | yahoo.com                |
| 9  | live.com                 |
| 10 | wikipedia.org            |
| 11 | livejasmin.com           |
| 12 | labanquepostale.fr       |
| 13 | secretsdujeu.com         |
| 14 | voirfilms.ws             |
| 15 | clicanoo.re              |
| 16 | zone-telechargement1.com |
| 17 | linfo.re                 |
| 18 | torrent9.red             |
| 19 | zinfos974.com            |
| 20 | univ-reunion.fr          |

| no | URL                 |
| -- | ------------------- |
| 1  | Google.fr           |
| 2  | YouTube             |
| 3  | Google.com          |
| 4  | Facebook            |
| 5  | Wikipédia           |
| 6  | Le Bon Coin         |
| 7  | Amazon              |
| 8  | Yahoo.com           |
| 9  | Live.com            |
| 10 | Orange.fr           |
| 11 | Twitter             |
| 12 | LinkedIn            |
| 13 | Zone Téléchargement |
| 14 | Free.fr             |
| 15 | Instagram           |
| 16 | Le Monde            |
| 17 | Cdiscount           |
| 18 | t.co : Twitter      |
| 19 | eBay                |
| 20 | Le Figaro           |

### Les internautes réunionnais
Selon une étude réalisée par Mediametrie, plus de 60 % de la population réunionnaise de plus de 13 ans est connectée à Internet au moins une fois par mois. Sur ces internautes, 54 % était des femmes, et 51 % avait moins de 35 ans. Les internautes de l'enquête ont répondu utiliser Internet dans un premier lieu pour des recherches, puis pour les courriels, et enfin l'actualité, les réseaux sociaux n'étant qu'en septième place. Un cinquième des internautes affirmaient alors consulter des sites locaux.
Le fait que le système de riposte graduée de la HADOPI (aujourd'hui Arcom) n'ait jamais averti ou sanctionné quiconque sur l'île ne reflète pas l'absence d'usage illégal d'Internet pour le téléchargement, mais serait dû à la fois à des contraintes techniques et à un choix temporaire de se concentrer sur la Métropole.

### Politiques et enjeux
L'accès à Internet devenant de plus en plus incontournable, l'un des enjeux politiques majeurs est la réduction de la fracture numérique. Sur l'île, elle prend deux formes : le travail pour l'accès généralisé à Internet (fracture intra-insulaire) et le rattrapage du niveau de qualité et de prix mesurable en Métropole.
La topographie de La Réunion, ajoutée au mitage de la population des Hauts rend les investissements difficiles sur le plan technique et non rentables. La couverture de ces espaces peut-être faite au moyen d'installation de WiMAX ou via le réseau téléphonique 3G et 4G dans le futur. En dernier recours, Internet par satellite serait envisageable.
Sur ces problématiques, la Région Réunion se veut être moteur, et convoque annuellement l’ensemble des acteurs depuis 2010. La région a dans ce cadre financé le Plan Ordinateur Portable (POP) permettant l'accès d'ordinateur portable sous Ubuntu à très bas coût pour les lycéens, et ce afin de favoriser l'égalité des chances et réduire la fracture numérique au sein de la population.
Plus globalement, la politique numérique des autorités réunionnaises est explicitée à travers le Schéma Directeur Territorial d’Aménagement Numérique (SDTAN) et la Stratégie de Cohérence Régionale d’Aménagement Numérique à La Réunion.
Le SDTAN ambitionne une couverture totale de la population en FTTH à l'horizon 2026. À cet égard, plusieurs centaines de millions d'euros sont en jeu dans les simulations budgétaires. Bien que l'équilibre budgétaire soit vu sur le long terme, il est estimé que ce projet contribuera à créer plusieurs centaines d'emplois dans le domaine des TIC, tout en améliorant l'image de l'île.

### Acteurs
- La Région Réunion : décision et financement
- État : décision et financement
- Union Européenne : financement
- FAI : fournir commercialement Internet, ainsi que d'autres services optionnels, dans un but lucratif
- Arcep : régulateur des télécommunications
- Commission Consultative Régionale pour l’Aménagement Numérique des Territoires
- Consultants : expertise, rapport et sondages.

## Historique
- 1996 : premières offres Internet sur le réseau téléphonique commuté via des fournisseurs locaux : Guetali, RunNet et Océanes
- 2000 : La Réunion compte 130 000 internautes[14]
- 2002 : raccordement de La Réunion au réseau mondial par le câble océanique SAFE
- 2005 : taux de pénétration de 10 % de la population
- 2012 : taux de pénétration de 70 % de la population
- 2013 : premiers raccordements FTTH
- 2014 : Zeop premier opérateur attribuant des adresses IPv6
- 2017 : avec 593 000 internautes (85,6 %), La Réunion rattrape son retard sur la métropole[15]
- 2018 : selon les relevés de l'Arcep, La Réunion fait désormais partie des départements les plus fibrés de France
- 2019 : Orange débute les essais de réseau 5G sur la ville de Saint-Denis.